# Hieronymus Rauscher
Hieronymus Rauscher (* unbekannt; † 1569 in Amberg) war ein lutherischer Theologe der Reformationszeit.
Rauscher machte sich durch polemische Predigten und satirische Schriften gegen den Papst und viele Erscheinungen seiner Zeit einen Namen. Bekannt und mehrmals wiederaufgelegt und fortgesetzt wurden etwa „Hundert auserwelte / grosse / vnuerschempte / feiste / wolgemeste / erstunckene / Papistische Luegen […] damit die Papisten die fuernempsten Artickel jrer Lere verteidigen […] Auss jren eigenen Scribenten zusamen gezogen“ (zuerst 1562). Er verfasste zudem eine Reihe populärtheologischer Schriften und trug zur Verbreitung antijudaistischer Legenden im evangelischen Raum bei.
An der Lorenzkirche in Nürnberg war er 1548 als Diakon angestellt, bis er seine Stelle verlor, weil er gegen das Augsburger Interim – einen vorläufigen Kompromiss zwischen protestantischen und katholischen Landesfürsten bzw. dem Kaiser – opponiert hatte. Danach wurde er Prediger in Neumarkt in der Oberpfalz und später in Kemnath. Schließlich wurde er Hofprediger in Amberg, wo er als Polemiker gegen die katholische Kirche besonders hervortrat.